# Maljevac
 Maljevac  falu  Horvátországban Károlyváros megyében. Közigazgatásilag Cetingradhoz tartozik.

## Fekvése
Károlyvárostól 37 km-re délkeletre, községközpontjától 6 km-re északkeletre, a Kordun területén, a Glina partján fekszik.

## Története
A településnek 1910-ben 778 lakosa volt. Trianonig Modrus-Fiume vármegye Szluini járásához tartozott.
2011-ben 110  lakosa volt.

## Lakosság
| Lakosság változása | Lakosság változása | Lakosság változása | Lakosság változása | Lakosság változása | Lakosság változása | Lakosság változása | Lakosság változása | Lakosság változása | Lakosság változása | Lakosság változása | Lakosság változása | Lakosság változása | Lakosság változása | Lakosság változása | Lakosság változása |
| ------------------ | ------------------ | ------------------ | ------------------ | ------------------ | ------------------ | ------------------ | ------------------ | ------------------ | ------------------ | ------------------ | ------------------ | ------------------ | ------------------ | ------------------ | ------------------ |
| 1857               | 1869               | 1880               | 1890               | 1900               | 1910               | 1921               | 1931               | 1948               | 1953               | 1961               | 1971               | 1981               | 1991               | 2001               | 2011               |
| 0                  | 0                  | 0                  | 592                | 271                | 778                | 725                | 807                | 220                | 278                | 353                | 195                | 356                | 388                | 149                | 110                |